# Reece Ushijima
Reece Ushijima (2003. január 13. –) amerikai-japán autóversenyző, de az Egyesült Királyság zászlaja alatt versenyzik. Az FIA Formula–3 bajnokságban a Van Amersfoort Racing versenyzője.

## Pályafutása

### Gokart
Nemzetközi gokart debütálása 2017-ben volt a SKUSA SuperNationals szériában, a Phil Giebler Racinggel. Többek között Jak Crawford és Zane Maloney is az ellenfelei között voltak. Ezután versenyzett a X30 Senior kategóriában az IAME Asia-n, IAME Euroseriesben, Beneluxban, Ázsiai Gokart bajnoksgában, Super Oneban illetve a Brit Gokart bajnokságban is a Piers Sexton Racinggel.
2019-ben az Ázsiai Gokart bajnokságban 2. lett, az IAME Asia döntőjében pedig 3. helyen végzett.

### Formula Ford
2019 novemberében, 16 évesen váltott gokartról formula-autóra. A hétvégén amikor megszerezte a versenyzői licenszét, egyből pole-pozíciót szerzett, míg a versenyeken 3. és 2. helyen végzett.

### MRF Challenge Formula 2000
A 2019–20 MRF Challenge Formula 2000-es bajnokságban két leggyorsabb kört jegyzett, és 7. helyen fejezte be a bajnokságot. A legjobb helyezése egy 4. hely volt az utolsó versenyhétvégén a Csennaiban található Madras Motor Race Tracken.

### BRDC Formula 3 Championship
A 2020-as szezonra a Hitech Grand Prix pilótája lett a BRDC Brit Formula 3 bajnokságban. Jól kezdte a szezont, első dobogóját pedig a második versenyhétvégén aDonington Parkban szerezte. A következő dobogós helyezése a következő fordulóban Brands Hatchen történt meg. A szezont 11. helyen zárta, 9 hellyel csapattársa Kush Maini mögött.
A 2021-es szezonra maradt a Hitech pilótája, csapattársai Sebastián Álvarez és Bart Horsten voltak. Ebben a szezonban már győzelmeket is szerzett, aminek köszönhetően 4. helyen zárt.

### Formula–3 Ázsiai-bajnokság
2021 telén részt vett az Formula–3 Ázsia-bajnokságban a Hitech csapattal. 45 pontot szerzett, a legjobb helyezése 5. hely volt, 12. helyen zárta a bajnokságot.

### Formula–3
2022. január 27-én jelentették be, hogy a szezonban a Van Amersfoort Racing pilótája lesz, Franco Colapinto és Rafael Villagómez oldalán.

## Eredményei

### Karrier összefoglaló
| Szezon  | Bajnokság                           | Csapat                | Verseny | Győzelem | Pole | Leggyorsabb kör | Dobogós helyezés | Pont | Helyezés |
| ------- | ----------------------------------- | --------------------- | ------- | -------- | ---- | --------------- | ---------------- | ---- | -------- |
| 2019    | BRSCC Formula Ford Winter Series    | Oldfield Motorsport   | 2       | 0        | 1    | 1               | 2                | ?    | ?        |
| 2019–20 | MRF Challenge Formula 2000          | MRF Racing            | 15      | 0        | 1    | 2               | 0                | 104  | 7.       |
| 2020    | BRDC British Formula 3 Championship | Hitech Grand Prix     | 24      | 0        | 0    | 1               | 2                | 244  | 11.      |
| 2021    | GB3 Championship                    | Hitech Grand Prix     | 24      | 2        | 3    | 3               | 6                | 366  | 4.       |
| 2021    | Formula–3 Ázsia-bajnokság           | Hitech Grand Prix     | 15      | 0        | 0    | 0               | 0                | 45   | 12.      |
| 2022    | FIA Formula–3 bajnokság             | Van Amersfoort Racing |         |          |      |                 |                  |      |          |